# Ketil Raum
Ketil Raum Ormsson (nórdico antiguo: Ketill Raumr, apodado el Grande, 770 – 885) fue un prominente caudillo vikingo de Noruega; según Hversu Noregr byggdist era  hijo de Knatti y nieto de Orm «Concha rota», ambos reyes de Romsdal. Ketil también gobernó en diarquía con su hermano Thórolf (Þórolfr). Sin embargo Landnámabók cita a Orm como su padre.
La saga Vatnsdœla omite la existencia de Knatti y ambos hermanos son citados como hijos de Orm. Fue apodado «Raum» porque vivía en Romsdalen. Ketil 
Según la saga de Laxdœla, entre sus descendientes se encuentra Ketil Nariz Chata conquistador de las islas Hébridas y Mann.

## Ascendencia
La saga Vatnsdœla menciona que su estirpe se remonta a 4 generaciones antes con la figura de Jøtunbjørn el Viejo (Jætte-Bjørn). Ketil hijo de Orm Skalskærv, que era hijo de Bjørn-Hest, que era hijo de Raum, que era hijo de Jætte-Bjørn, que venía del norte de Noruega.

## Herencia
Ketil se casó con Mjöl Ånesdatter (c. 755) y de esa relación nacieron dos hijos:
- Torstein herse Kjetilsson, padre de Ingimundur Þorsteinsson.
- Ogmund Kjetilsson (c. 820), quien fue padre de Ketil Hauld Odelsbonde den Eldre (c. 860). Ketil Hauld fue padre de Ogmund (c. 890) quien a su vez fue padre de Ketil Molla Vereide (c. 910). El historiador Edvard Samuel Os afirmó haber encontrado pruebas de que la familia Hardbog y la familia Augustin de Vereide están correlacionadas y la estirpe se remonta hasta Kjetil Molla, que vivió en Vereide en la época de Haakon Jarl.[4] El rey Sverre I de Noruega remontaba su linaje maternal hasta Kjetil Molla.